# Petit hôtel Colombel
Le petit hôtel Colombel est un hôtel particulier situé à L'Aigle, en France.

## Localisation
Le monument est situé dans le département français de l'Orne, au no 8 du quai Catel, à L'Aigle, à 150 m au nord de l'église Saint-Martin.

## Architecture
Les façades et les toitures, l'escalier avec sa rampe en fer forgé, le grand et le petit salon au rez-de-chaussée ainsi que quatre chambres de l'étage avec leurs boiseries et leur cheminée — y compris les trumeaux — sont inscrits au titre des monuments historiques par arrêté du 17 avril 1987.